# Grecia ai V Giochi olimpici invernali
La Grecia partecipò ai V Giochi olimpici invernali, svoltisi a Sankt Moritz, Svizzera, dal 30 gennaio all'8 febbraio 1948, con una delegazione di 1 atleta (Fotis Mavriplis) impegnato in una disciplina.